# 1979–1980-as kupagyőztesek Európa-kupája
A KEK 1979–1980-as szezonja volt a kupa jubileumi, 20. kiírása volt. A győztes a Valencia CF lett, miután tizenegyespárbajban legyőzte az Arsenal FC együttesét.

## Selejtező
| 1. csapat  | Össz. | 2. csapat     | 1. mérk. | 2. mérk. |
| ---------- | ----- | ------------- | -------- | -------- |
| Rangers FC | 3–0   | Lillestrøm SK | 1–0      | 2–0      |
| B1903      | 7–0   | APÓEL         | 6–0      | 1–0      |

## Első forduló
| 1. csapat           | Össz.        | 2. csapat               | 1. mérk. | 2. mérk.   |
| ------------------- | ------------ | ----------------------- | -------- | ---------- |
| FK Gyinamo Moszkva  | játék nélkül | KS Vllaznia Shkodër     |          |            |
| Sliema Wanderers FC | 2–9          | Boavista FC             | 2–1      | 0–8        |
| Cliftonville FC     | 0–8          | FC Nantes Atlantique    | 0–1      | 0–7        |
| BSC Young Boys      | 2–8          | FC Steaua București     | 2–2      | 0–6        |
| Reipas Lahti        | 0–2          | FC Aris Bonnevoie       | 0–1      | 0–1        |
| ÍA                  | 0–6          | FC Barcelona            | 0–1      | 0–5        |
| B1903               | 2–6          | Valencia CF             | 2–2      | 0–4        |
| Rangers FC          | 2–1          | Fortuna Düsseldorf      | 2–1      | 0–0        |
| Arsenal FC          | 4–0          | Fenerbahçe SK           | 2–0      | 0–0        |
| Wrexham AFC         | 5–7          | 1. FC Magdeburg         | 3–2      | 2–5 (h.u.) |
| Panioniosz NFC      | 5–3          | FC Twente               | 4–1      | 1–2        |
| IFK Göteborg        | 2–1          | Waterford United FC     | 1–0      | 1–1        |
| FC Wacker Innsbruck | 1–3          | Lokomotiva Košice       | 1–2      | 0–1        |
| Beerschot VAC       | 1–2          | NK Rijeka               | 0–0      | 1–2        |
| Arka Gdynia         | 3–4          | PFK Beroe Sztara Zagora | 3–2      | 0–2        |
| Juventus FC         | 3–2          | Rába ETO                | 2–0      | 1–2        |

## Második forduló
| 1. csapat               | Össz.     | 2. csapat           | 1. mérk. | 2. mérk.   |
| ----------------------- | --------- | ------------------- | -------- | ---------- |
| FK Gyinamo Moszkva      | 1–1 (ig.) | Boavista FC         | 0–0      | 1–1        |
| FC Nantes Atlantique    | 5–3       | FC Steaua București | 3–2      | 2–1        |
| FC Aris Bonnevoie       | 2–11      | FC Barcelona        | 1–4      | 1–7        |
| Valencia CF             | 4–2       | Rangers FC          | 1–1      | 3–1        |
| Arsenal FC              | 4–3       | 1. FC Magdeburg     | 2–1      | 2–2        |
| Panioniosz NFC          | 1–2       | IFK Göteborg        | 1–0      | 0–2        |
| Lokomotiva Košice       | 2–3       | NK Rijeka           | 2–0      | 0–3        |
| PFK Beroe Sztara Zagora | 1–3       | Juventus FC         | 1–0      | 0–3 (h.u.) |

## Negyeddöntő
| 1. csapat          | Össz. | 2. csapat            | 1. mérk. | 2. mérk. |
| ------------------ | ----- | -------------------- | -------- | -------- |
| FK Gyinamo Moszkva | 3–4   | FC Nantes Atlantique | 0–2      | 3–2      |
| FC Barcelona       | 3–5   | Valencia CF          | 0–1      | 3–4      |
| Arsenal FC         | 5–1   | IFK Göteborg         | 5–1      | 0–0      |
| NK Rijeka          | 0–2   | Juventus FC          | 0–0      | 0–2      |

## Elődöntő
| 1. csapat            | Össz. | 2. csapat   | 1. mérk. | 2. mérk. |
| -------------------- | ----- | ----------- | -------- | -------- |
| FC Nantes Atlantique | 2–5   | Valencia CF | 2–1      | 0–4      |
| Arsenal FC           | 2–1   | Juventus FC | 1–1      | 1–0      |

## Döntő
| 1980. május 14. 20:15 |

| Valencia CF                                       | 0–0 (h. u.) | Arsenal FC                                    |
| ------------------------------------------------- | ----------- | --------------------------------------------- |
|                                                   |             |                                               |
| Büntetőpárbaj                                     |             |                                               |
| Kempes Solsona Rodríguez Castellanos Bonhof Arias | 5–4         | Brady Stapleton Sunderland Talbot Hollins Rix |

| Heysel Stadion, Brüsszel Nézőszám: 40 000 Játékvezető: Vojtěch Christov (csehszlovák) |

| Az 1979–1980-as kupagyőztesek Európa-kupája győztese |
| ---------------------------------------------------- |
| Valencia CF 1. cím                                   |

## Lásd még
- 1979–1980-as bajnokcsapatok Európa-kupája
- 1979–1980-as UEFA-kupa